# Портрет графа Антоніо Порча
«Портрет графа Антоніо Порча» (італ. Ritratto del conte Antonio Porcia) — один з небагатьох творів Тіціана, котрий зберігає Пінакотека Брера в місті Мілан.

## Опис твору
Біля умовного вікна стоїть немолодий пан у вишукано простому, чорного кольору одязі. Єдина прикраса — товстий золотий ланцюг, що формами нагадує орден Золотого руна. Спокійна поза порушена хіба що пильним та твердим поглядом графа Антоніо Порча. Одною рукою він спирається на парапет, друга має захисну мисливську рукавицю, котру одягали під час полювання з соколами. Другою рукою Антоніо наче нетерпляче грає з коштовною завісою. Він належав до шляхетної родини з міста Порденоне.

## Історія побутування (провенанс)
Портрет довгий час зберігався в родинному замку. Спадкоємець Альфонсо Порча перевіз родинну реліквію в Мілан у власний будинок. Згодом портрет успадкувала герцогиня Євгенія Аттендоло Болоньїні Літта (1837—1914). Шляхетна пані та її чоловік були відомі як прихильники самостійності Італії в її боротьбі з австрійськими імператорами, котрим належала тоді Північна Італія. 1891 року пані передала твір Тиціана в збіку Пінакотеки Брера.